# Planeta cu șapte măști
Planeta cu șapte măști (1973) este o antologie de povestiri science fiction și fantasy aparținând scriitorului Gérard Klein, apărută doar în România, la editura Albatros, în colecția Fantastic Club. Ea cuprinde povestiri traduse din volumele Les Perles du temps (1958), Un chant de pierre (1966), precum și câteva povestiri inedite.

## Cuprins

#### Perlele timpului (1958)
- "Une place au balcon" / "Un loc la balcon"
- "En vacances" / "În vacanță"
- "Les Abandonnés" / "Cei părăsiți"
- "La Fête" / "Serbarea"
- "L'Écume du soleil" / "Spuma soarelui"
- "Bruit et Silence" / "Larmă și tăcere"

#### Un cântec de piatră (1966)
- "La Vallée aux échos" / "Valea ecourilor"
- "Les Recruteurs" / "Recrutorii"
- "La Planète aux sept masques" / "Planeta cu șapte măști".  Stello tocmai a sosit pe o planetă. Își lasă nava spațială și merge în cel mai apropiat oraș. El descoperă că toți locuitorii poartă măști de diferite culori: violet, aurii, ca smaraldul, cu perle etc. Ar trebui să poarte și el o mască? Ce culoare, ce formă? care este sensul profund al purtării de măști pe această planetă ciudată? El se va întâlni cu un nativ care îl va ajuta să se regăsească.
- "La Tunique de Nessa" / "Tunica Nessei"

#### Inedite
- "Les Virus ne parlent pas" / "Virușii nu vorbesc"
- "Discours pour le centième anniversaire de l'internationale végétarienne" / "Discurs pentru a suta aniversare a Internaționalei Vegetariene"
- "Avis aux directeurs de jardins zoologiques" / "Aviz directorilor de grădini zoologice"
- "Ligne de partage" / "Linie despărțitoare"